# 巴斯群島
巴斯群島（法語：Îles Bass）是南太平洋法屬波利尼西亞的群島，屬於南方群島的一部分，由拉帕島和馬羅蒂里群島組成，由拉帕市鎮負責管轄，位於大溪地西北約175公里，總面積38.54平方公里，2016年人口530。